# Giovanni Orosco de Arzés
Giovanni Orosco de Arzés (fine XV secolo – Catania, 28 marzo 1576) è stato un vescovo cattolico spagnolo.

## Episcopato
Juan Orozco de Arce fu nominato vescovo di Siracusa dopo una travagliata successione.
Durante l'impresa tripolina, moriva, recandosi a Roma, il vescovo di Siracusa, Girolamo Beccadelli di Bologna, che lasciava così vacante la sede ecclesiastica aretusea il 16 luglio 1560.
Come successore venne designato in un primo momento un personaggio di spicco dell'Inquisizione spagnola: Gaspar Cervantes de Gaete, il quale era stato in Aragona a capo del Sant'Uffizio. Il Cervantes ricevette il giorno 23 dicembre 1560, a Toledo, la lettera di licenziamento da inquisitore aragonese e nella stessa gli veniva comunicata la sua nomina a vescovo di Siracusa, che egli però rifiutò, asserendo che il capoluogo aretuseo non poteva offrirgli le alte rendite economiche alle quali era abituato. Cervantes otterrà poi nel 1561 il più redditizio arcivescovado di Messina, ma dopo due anni lasciò pure quello, dirigendosi in Italia, presso l'arcidiocesi di Salerno. Si pensò poi a Bernardo da Cremona, del quale si hanno pochissime notizie: nelle fonti non viene specificato se egli fosse eletto dal re Filippo II, com'era probabilmente avvenuto con il Cervantes (dato che il padre di Filippo, Carlo V, aveva sempre voluto presentare lui i vescovi siracusani, poi consacrati dal papa) o se fosse una nomina papale. Di Bernardo si sa solamente che apparteneva all'Ordine di San Giacomo della Spada, del quale era commendatore, e che morì mentre era in viaggio verso la città di Roma, dove stava andando per essere consacrato vescovo: il 29 luglio 1561. Alla fine del 1562, mentre a Trento si era aperta la fase conclusiva del concilio, la Chiesa di Siracusa era ancora vacante.). Finalmente, il 6 novembre 1562, venne nominato Juan Orozco de Arce (o de Arzè), che accettò e venne consacrato nel dicembre di quello stesso anno da Gian Antonio Fassano, vescovo titolare di Cristopoli.
Juan, nelle fonti italiane noto come Giovanni Orosco o Orosio I - per distinguerlo dal suo omonimo successivo -, in Spagna fu canonico delle cattedrali di Salamanca e Toledo, in Sicilia si stabilì a Palermo, dove risiedeva già suo cugino Francisco Orozco de Arce, che fu inquisitore massimo del Regno di Sicilia e arcivescovo di Palermo (dal 1559 al 1561); quando questi morì, Juan prese il suo posto da inquisitore del Santo Oficio e in quanto tale fu egli a processare il noto uomo politico Scipio di Castro (colui che sarà citato da Sciascia nella celebre descrizione che l'italiano fece sui siciliani: «sono più astuti che prudenti, più acuti che sinceri [...] si sottomettono a chiunque può agevolarli e diventano a tal punto servili che sembrano nati per servire. Ma sono di incredibile temerarietà quando maneggiano la cosa pubblica e allora agiscono in tutt’altro modo»), cacciandolo dal Regno.
Ma dal momento in cui accettò la carica di vescovo di Siracusa, Juan lasciò quella di massimo inquisitore dell'isola, rimanendo comunque presidente del tribunale della Santa Inquisizione della diocesi di Siracusa. Juan introdusse fedelmente nel capoluogo aretuseo (così come aveva fatto il suo predecessore Girolamo) le prescrizioni del Concilio tridentino: eliminò il rito gallicano (che era stato introdotto dai Normanni della Gallia e che era andato a sostituire a sua volta il rito bizantino), sostituendolo con quello romano, e poi fondò (il 14 gennaio 1566, e inaugurò il 23 ottobre 1570) il primo seminario dei chierici in Sicilia (il quale pare fosse stato già preimpostato da Girolamo, che a suo tempo non aveva avuto infine i fondi necessari per farlo nascere), che fu anche tra i primi seminari del suo genere al mondo; esso fu il terzo fondato dopo quelli di Milano (1563) e Roma (1564): si consideri che nella cattolicissima Spagna il primo seminario sarà fondato solamente nel 1575, grazie al suddetto Cervantes, ora arcivescovo di Tarragona).
Il vicario generale scelto da Juan Orozco fu il portoghese Antonio de Sosa: costui seguì il vescovo aretuseo quando Filippo II lo trasferì a Catania l'11 agosto 1574 e venne infine catturato dai pirati dello stato barbaresco mentre si recava a Malta per divenire vicario generale di Agrigento. Durante la sua prigionia Sosa divenne amico di Miguel de Cervantes: l'autore spagnolo di Don Chisciotte; anch'egli prigioniero dei musulmani ad Algeri.
Juan Orosco rimase sulla cattedra di Catania per meno i due anni, perché morì il 28 marzo 1576.

## Genealogia episcopale
La genealogia episcopale è:
- Cardinale Girolamo Grimaldi
- Arcivescovo Martinho de Portugal
- Arcivescovo Alfonso Oliva
- Vescovo Gian Antonio Fassano
- Vescovo Giovanni Orosco de Arzés